# Notothlaspi rosulatum
Notothlaspi rosulatum — вид рослин родини капустяні.

## Назва
В англійській мові має назву «пенвайпер» (англ. Penwiper), оскільки нагадує килимок для витирання пера XVIII сторіччя.

## Будова
Альпійська багаторічна рослина пірамідальної форми з центральним коренем. М'ясисті запушені листя з зубчастим краєм формують густу прикореневу розетку. Білі запашні квіти з'являються на густому пірамідальному суцвітті.

## Поширення та середовище існування
Зростає у альпійській зоні Південного острова Нової Зеландії.

## На марках
Зображена на марці Нової Зеландії 2019 року.

## Галерея

На марці Нової Зеландії
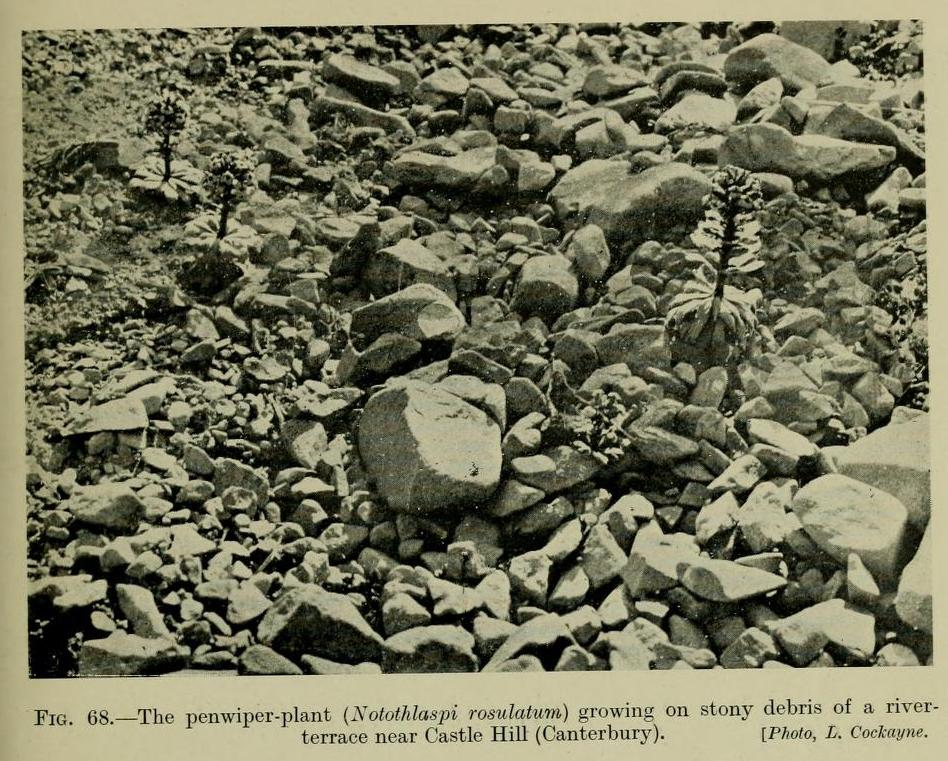
Рослини серед каміння
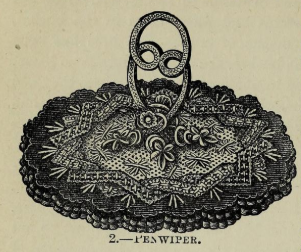
Пенвайпер